# Xã East Chillisquaque, Quận Northumberland, Pennsylvania
Xã East Chillisquaque (tiếng Anh: East Chillisquaque Township) là một xã thuộc quận Northumberland, tiểu bang Pennsylvania, Hoa Kỳ. Năm 2010, dân số của xã này là 668 người.